# 大森敬治

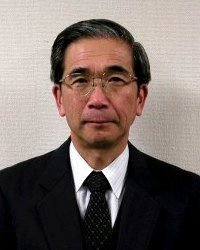

大森 敬治（おおもり けいじ、1942年（昭和17年）5月18日 - ）は、日本の官僚。元防衛施設庁長官。岡山県出身。防衛施設庁長官、内閣官房副長官補を歴任。内閣官房副長官補を退いた後は駐オマーン大使を務めた。2014年瑞宝重光章受章。

## 略歴
- 1967年（昭和42年） 国家公務員採用上級甲種試験（法律）合格
- 1968年（昭和43年）3月 東京大学法学部卒業
- 1968年（昭和43年）4月 防衛庁入庁
- 1983年（昭和58年）7月4日 呉防衛施設局施設部長
- 1985年（昭和60年）8月15日 防衛庁防衛局運用課長
- 1988年（昭和63年）6月20日 防衛庁防衛局計画官
- 1991年（平成3年）7月19日 愛媛県警察本部長
- 1993年（平成5年）8月24日 防衛庁長官官房防衛審議官
- 1996年（平成8年）1月9日 防衛庁調達実施本部副本部長（総務担当）
- 1997年（平成9年）7月1日 防衛庁防衛研究所長
- 1998年（平成10年）6月30日 防衛庁経理局長
- 1998年（平成10年）11月20日 防衛施設庁長官
- 2001年（平成13年）1月5日 退官
- 2001年（平成13年）1月6日 内閣官房副長官補
- 2004年（平成16年）4月1日 依願免官
- 2005年（平成17年）1月28日 特命全権大使（在オマーン）[1]

## 親族
- 父：大森寛（陸上幕僚長、防衛大学校長）
- 兄：大森義夫（内閣官房内閣情報調査室長）

## 著書
- 『背広の参謀が語る　我が国の国防戦略』（内外出版、2009年9月、ISBN 978-4-931410-50-3）